# Andries Pretorius
Andries Wilhelmus Jacobus Pretorius (Graaff-Reinet (Kaapkolonie), 27 november 1798 - Magaliesberg (Transvaal), 13 juli 1853) was een leider van de Voortrekkers. Hij wordt beschouwd als stichter van de Zuid-Afrikaansche Republiek alsook van de kortstondige Republiek Natalia. Beide maken nu deel uit van het hedendaagse Zuid-Afrika.

## Leven

### Naar Natal
Andries Pretorius werd geboren in een landbouwersfamilie van Nederlandse origine. Zoals vele Afrikaners ontvluchtte hij de Britse kolonisatie door zich met vrouw en kinderen aan te sluiten bij de Voortrekkers die landinwaarts trokken (zie De Grote Trek). Via de Oranje Vrijstaat belandde hij in november 1838 in Natal. De Boeren daar misten een leider en kozen hem meteen tot commandant-generaal. Hij volgde Piet Retief op die in februari 1838 was vermoord op last van Zoeloekoning Dingane. Pretorius wreekte diens dood met de Slag bij Bloedrivier op 16 december 1838.
In 1840 steunde Pretorius met een leger van 400 burghers Mpande bij zijn opstand tegen diens halfbroer Dingane. In 1842 slaagde hij er echter niet in om de kleine Britse kazerne van Durban (de hoofdstad van Natal) op de Britten te veroveren waarna hij zich overgaf en amnestie kreeg.

### Weer onvrede
In 1847 kreeg Andries Pretorius - die inmiddels een Brits paspoort had - de opdracht om de Afrikanerbelangen te gaan verdedigen tegen immigratie van inlanders bij de gouverneur van Kaapkolonie. Maar de gouverneur Henry Pottinger wilde Pretorius niet ontmoeten, zodat Pretorius opnieuw besloot de Britse Rijksdelen te verlaten, hierin gesteund door ettelijke families.
Pretorius maakte zich op om met zijn groep de Drakensbergen over te steken toen de pasbenoemde gouverneur van de Kaapkolonie Harry Smith zijn kamp aan de Tugelarivier bereikte in januari 1848. Smith beloofde de boeren te beschermen tegen de inlanders en overreedde velen te blijven. Maar Pretorius vertrok toch en vestigde zich in het Magaliesberggebied, ten noorden van de Vaalrivier, toen de Britten de Vaal als uiterste grens van hun kolonie uitriepen. Hij werd tot commandant-generaal gekozen door de Boeren aan weerszijden van de Vaal.

### Verslagen en naar Transvaal

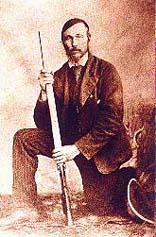
Andries Pretorius

Op verzoek van de Boeren te Winburg stak Pretorius in juli 1848 de Vaalrivier over en bezette hij Bloemfontein op 20 juli. Hij behaalde ook bescheiden overwinningen op de Britten bij Winburg, Smithville en Vaalburg. Zijn militie werd echter in augustus in de pan gehakt door de Britten bij Boomplaats waarna hij definitief de Britse soevereiniteit tot aan de Vaalrivier erkende. Pretorius trok zich terug ten noorden van de Vaalrivier, waar hij de leider werd van een van de grootste groepen Boeren daar. Tevens werd hij commandant-generaal van Potchefstroom en Rustenburg. Zijn voornaamste rivaal was commandant-generaal Andries Hendrik Potgieter. De Britten loofden 2000 pond uit voor de arrestatie van Pretorius.

### Zandrivierconventie
In 1851 vroegen ontevreden Boeren en de Basotholeider Moshoeshoe I in de Oranjeriviersoevereiniteit aan de andere kant van de Vaalrivier Pretorius om militaire hulp. Pretorius kondigde zijn invasie aan om de orde te herstellen. Zijn doel was om de onafhankelijkheid van de Boeren in Transvaal door de Britten te laten erkennen. Het Britse kabinet onder Gladstone ging op Pretorius' voorstel in. De beloning van 2000 pond werd door de Britten ingetrokken. Op een boerderij bij de Zandrivier erkenden Engelse vertegenwoordigers op 17 januari 1852 de onafhankelijkheid van de Republiek van Transvaal in het Zandriviertractaat.

### Stichting republiek Transvaal
Pretorius keerde terug over de Vaalrivier en verzoende zich op 16 maart met Potgieter te Rustenburg. Aanhangers van beide leiders keurden de Zandrivierconventie goed, hoewel de groep van Potgieter niet vertegenwoordigd was geweest. Pretorius bezocht Durban om de handel tussen Natal en de nieuwe republiek Transvaal te beginnen. Ook in 1852 trachtte hij de route naar het binnenland door Bechuanaland (het latere Botswana) af te sluiten. Hij stuurde een commando tegen Sechele aan de westgrens. Tijdens deze expeditie plunderden zijn mannen het huis van David Livingstone te Kolobeng. Ze vielen het dorp aan, verdreven de bewoners, en namen zo'n 200 tot 300 achtergelaten vrouwen en kinderen voor een korte tijd gegijzeld om Sechele tot overgave te dwingen.

### Overlijden en stichting Pretoria
Kort hierop overleed hij in juli 1853. In 1855 voegde zijn zoon Marthinus Wessel Pretorius de districten Potchefstroom en Rustenburg samen en stichtte een nieuwe stad, die Pretoria werd genoemd ter ere van zijn vader. Marthinus Wessel Pretorius werd de eerste president van de Zuid-Afrikaansche Republiek ofwel de Transvaalrepubliek.